# Coupe CECAFA des vainqueurs de coupe
Pour les articles homonymes, voir Coupe CECAFA.
La Coupe CECAFA des vainqueurs de coupe est une ancienne compétition régionale africaine de clubs de football organisée par la CECAFA. Elle n'a eu lieu qu'une seule fois, en 2014. Elle réunissait les clubs du centre et de l'est de l'Afrique vainqueurs de leur Coupe nationale, c'est-à-dire ceux du Kenya, du Soudan du Sud, du Rwanda, d'Ouganda, de Tanzanie, du Burundi, de Djibouti, de Zanzibar, d'Éthiopie et du Soudan.

## Palmarès
| Année | Vainqueur           | Score | Finaliste    | Lieu             |
| ----- | ------------------- | ----- | ------------ | ---------------- |
| 2014  | Victoria University | 2 - 1 | AFC Leopards | Khartoum, Soudan |